# Philipp Hermann Brück
Philipp Hermann Brück (* 2. April 1899 in Offenbach am Main; † 9. Mai 1969 in Koblenz) war ein deutscher Politiker (SPD).
Philipp Hermann Brück schloss sein Studium als Volkswirt ab und war Leiter des Arbeitsamts Neuwied.
Nach dem Krieg trat er der SPD bei. 1946/47 war er Mitglied der Beratenden Landesversammlung des Landes Rheinland-Pfalz.